# باشگاه ورزشی غازی عینتاب اف.کی
باشگاه ورزشی غازی آنتپ اف. کی (ترکی استانبولی: Gaziantep F.K.) یک باشگاه فوتبال حرفه‌ای ترکیه‌ای است که در سال ۱۹۸۸ بنیان‌گذاری شد.